# Füstös hangyászmadár
A füstös hangyászmadár (Cercomacroides tyrannina) a madarak osztályának verébalakúak (Passeriformes) rendjébe és a hangyászmadárfélék (Thamnophilidae) családjába tartozó faj.

## Rendszerezése
A fajt Philip Lutley Sclater angol ornitológus  írta le 1855-ben, a Pyriglena nembe Pyriglena tyrannina néven. Egyes szervezetek a Cercomacra nembe sorolják Cercomacra tyrannina néven.

## Alfajai
- Cercomacra tyrannina crepera (Bangs, 1901)
- Cercomacra tyrannina tyrannina (P. L. Sclater, 1855)
- Cercomacra tyrannina vicina (Todd, 1927)
- Cercomacra tyrannina saturatior  (C. Chubb, 1918)[2]

## Előfordulása
Mexikó, Panama, Belize, Costa Rica, Honduras, Nicaragua, Guatemala, Francia Guyana, Guyana, Brazília, Kolumbia, Ecuador, Suriname és Venezuela területén honos. A természetes élőhelye a szubtrópusi vagy trópusi síkvidéki és hegyi esőerdők, valamint cserjések, folyók és patakok környéke. Állandó, nem vonuló faj.

## Megjelenése
Testhossza 13,5–14,5 centiméter, testtömege 15–19 gramm. A nemek különböznek.
|  |  |

## Életmódja
Rovarokkal táplálkozik.